# كبوسين خملي
سَلبوت خملي أو سَلَبية خملية أو كبوسين خملي (الاسم العلمي: Tropaeolum speciosum) هو نوع من النباتات يتبع جنس الكبوسين من الفصيلة الكبوسينية.